# Улица Розы Люксембург (Таганрог)
Улица Розы Люксембург — улица в центральной исторической части Таганрога.

## География
Улица Розы Люксембург расположена между Некрасовским переулком и Виноградной улицей. Протяжённость 4 760 м. Нумерация домов ведётся от Некрасовского переулка.

## История
Первоначально улица называлась Шестая продольная. Имя Конторская улица получила, по всей видимости, по причине большого количества проживающих здесь клерков (конторщиков). Насчет Елизаветинской улицы имеется другая версия: в бытность посещения Таганрога Александром I супруга императора Елизавета Алексеевна, посещая Карантинный сад, направлялась к нему следуя по этой улице. В советское время была переименована в честь немецкой коммунистки Розы Люксембург.

## На улице расположены
- Студенческое общежитие ИТА ЮФУ № 7 — ул. Розы Люксембург, 38 (угол ул. Розы Люксембург и пер. Тургенева)
- Особняк Кравченко — ул. Розы Люксембург, 52[3].
- Дом Захаровых — ул. Розы Люксембург, 65[3].
- Родовая усадьба семьи Чеховых — ул. Розы Люксембург, 77 (в старой нумерации — 67[4]).
- Усадьба Блонских — ул. Розы Люксембург, 91[5].
- Таганрогская детская художественная школа имени С. И. Блонской —  ул. Розы Люксембург, 153.